# Прибой (Бурятія)
Прибо́й (рос. Прибой) — селище Кабанського району, Бурятії Росії. Входить до складу Сільського поселення Танхойське.
Населення — 38 осіб (2015 рік).